# Ceropegia
Genre
Classification phylogénétique
Ceropegia est un genre de plantes à fleurs appartenant à la famille des Apocynaceae selon la classification phylogénétique.
Les espèces de ce genre vont de lianes semi-succulentes à des arbrisseaux aux tiges succulentes sans feuilles apparentes ou éphémères.
Elles comportent toutes d'étranges fleurs tubuleuses et la plupart du temps, des pétales soudés à leurs extrémités ne laissant que des ouvertures latérales. Les pollinisateurs doivent donc emprunter parfois un circuit compliqué pour atteindre le nectar à la base de la fleur.

## Quelques espèces
Parmi les 426 espèces actuellement dans ce genre .
- Ceropegia africana (Afrique du Sud)
- Ceropegia ampliata (Afrique du Sud)
- Ceropegia antennifera (Afrique du Sud)
- Ceropegia arabica (Arabie)
- Ceropegia arenaria
- Ceropegia aristolochoides (Sénégal à Éthiopie)
- Ceropegia armandii (Madagascar)
- Ceropegia ballyana (Kenya)
- Ceropegia barbarta (Afrique du Sud)
- Ceropegia barkleyi (Afrique du Sud)
- Ceropegia bonafouxii (Namibie)
- Ceropegia bosseri (Madagascar)
- Ceropegia cancellata (Afrique du Sud)
- Ceropegia carnosa (Afrique du Sud)
- Ceropegia ceratophora (îles Canaries)
- Ceropegia chrysantha (îles Canaries)
- Ceropegia cimiciodora (Afrique du Sud)
- Ceropegia crassifolia (Afrique du Sud)
- Ceropegia debilis (Malawi et Zimbabwe)
- Ceropegia decidua (Afrique de l'Est)
- Ceropegia denticulata (Afrique tropicale)
- Ceropegia devecchii (Afrique de l'Est)
- Ceropegia dichotoma (îles Canaries)
- Ceropegia dimorpha (Madagascar)
- Ceropegia distincta (Zanzibar)
- Ceropegia elegans
- Ceropegia filiformis (Afrique du Sud)
- Ceropegia fimbriata (Afrique du Sud)
- Ceropegia fusca (îles Canaries)
- Ceropegia galeata (Kenya)
- Ceropegia gemmifera - Togo
- Ceropegia halei
- Ceropegia haygarthii (Afrique du Sud)
- Ceropegia hians (îles Canaries)
- Ceropegia juncea
- Ceropegia krainzii (îles Canaries)
- Ceropegia leroyi (Madagascar)
- Ceropegia linearis (Afrique du Sud)
- Ceropegia lugardae (Afrique de l'Est)
- Ceropegia multiflora (Afrique du Sud)
- Ceropegia neo-omissa  (Nigeria et Cameroun)
- Ceropegia nilotica (Afrique de l'Est)
- Ceropegia pachystelma (Afrique du Sud)
- Ceropegia racemosa (Afrique tropicale)
- Ceropegia radicans (Afrique du Sud)
- Ceropegia rendallii (Afrique du Sud)
- Ceropegia robynsiana (Bassin du Congo)
- Ceropegia rupicola (Arabie)
- Ceropegia sandersonii (Afrique du Sud)
- Ceropegia senegalensis (Sénégal)
- Ceropegia seticorona (Afrique de l'Est)
- Ceropegia somaliensis (Afrique de l'Est)
- Ceropegia stapeliiformis (Afrique du Sud)
- Ceropegia stentii (Afrique du Sud)
- Ceropegia succulenta
- Ceropegia superba (Arabie)
- Ceropegia turricula (Afrique du Sud)
- Ceropegia variegata (Arabie)
- Ceropegia verrucosa
- Ceropegia viridis (Madagascar)
- Ceropegia woodii (Afrique du Sud)
- Ceropegia zeyheri (Afrique du Sud)

## Galerie d'images

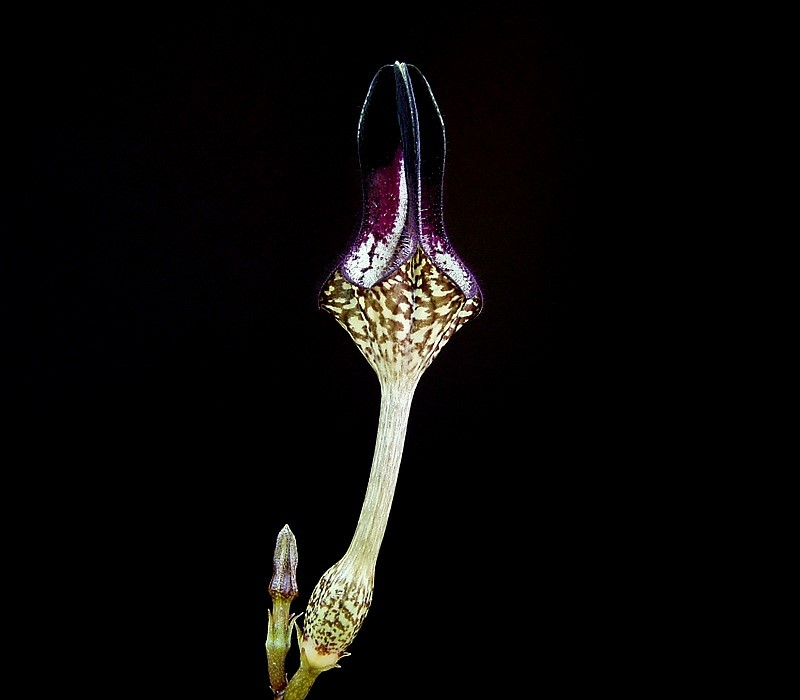
Ceropegia stapeliiformis serpentina.
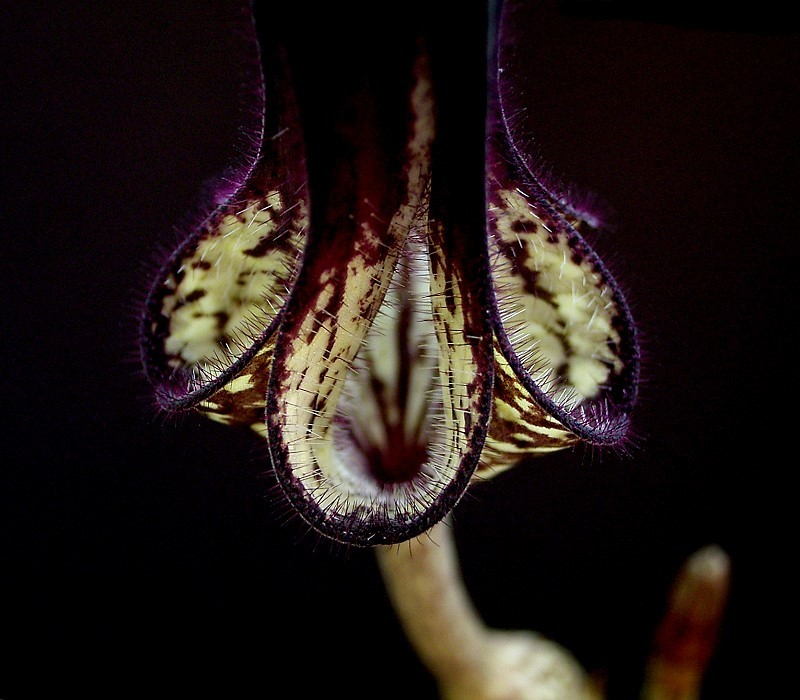
Ceropegia stapeliiformis serpentina.